# Hypnodendron samoanum
Hypnodendron samoanum là một loài Rêu trong họ Hypnodendraceae. Loài này được Mitt. mô tả khoa học đầu tiên năm 1873.